# Кубок Гібралтару з футболу 2019
Кубок Гібралтару з футболу 2019 — 63-й розіграш кубкового футбольного турніру у Гібралтарі. Титул володаря кубка втретє поспіль здобула Юероп.

## Календар
| Раунд        | Дата               | Матчі | Клуби   |
| ------------ | ------------------ | ----- | ------- |
| Перший раунд | 20 січня 2019      | 1     | 17 → 16 |
| 1/8 фіналу   | 6-10 лютого 2019   | 8     | 16 → 8  |
| 1/4 фіналу   | 12-13 березня 2019 | 4     | 8 → 4   |
| 1/2 фіналу   | 9-10 квітня 2019   | 2     | 4 → 2   |
| Фінал        | 26 травня 2019     | 1     | 2 → 1   |

## Перший раунд
| Команда 1     | Рахунок | Команда 2  |
| ------------- | ------- | ---------- |
| 20 січня 2019 |         |            |
| Лео (2)       | 0:10    | Мегпіс (2) |

## 1/8 фіналу
| Команда 1         | Рахунок      | Команда 2            |
| ----------------- | ------------ | -------------------- |
| 6 лютого 2019     |              |                      |
| Сент-Джозефс      | 12:0         | Хаунд Догс (2)       |
| 7 лютого 2019     |              |                      |
| Монс Кальпе       | 14:0         | Коледж 1975 (2)      |
| Лінкольн Ред Імпс | 1:2          | Юероп                |
| 8 лютого 2019     |              |                      |
| Манчестер 62 (2)  | 0:12         | Гібралтар Юнайтед    |
| 9 лютого 2019     |              |                      |
| Ґласіс Юнайтед    | 1:1 пен. 3:4 | Лайонс Гібралтар (2) |
| Юероп Пойнт (2)   | 0:2          | Олімпік 13 (2)       |
| Лінкс             | 1:3          | Гібралтар Фенікс     |
| 10 лютого 2019    |              |                      |
| Бока Гібралтар    | 2:5          | Мегпіс (2)           |

## 1/4 фіналу
| Команда 1         | Рахунок | Команда 2            |
| ----------------- | ------- | -------------------- |
| 12 березня 2019   |         |                      |
| Гібралтар Юнайтед | 4:2     | Олімпік 13 (2)       |
| Сент-Джозефс      | 1:4     | Монс Кальпе          |
| 13 березня 2019   |         |                      |
| Гібралтар Фенікс  | 4:0     | Лайонс Гібралтар (2) |
| Мегпіс (2)        | 1:9     | Юероп                |

## 1/2 фіналу
| Команда 1         | Рахунок | Команда 2   |
| ----------------- | ------- | ----------- |
| 9 квітня 2019     |         |             |
| Гібралтар Фенікс  | 1:4     | Юероп       |
| 10 квітня 2019    |         |             |
| Гібралтар Юнайтед | 1:0     | Монс Кальпе |

## Фінал
| 26 травня 2019 20:00 (EEST) |

| Гібралтар Юнайтед | 0:3      | Юероп                                  |
| ----------------- | -------- | -------------------------------------- |
|                   | Протокол | Арана 55' Арройо 62' Волкер 66' (пен.) |

| Вікторія, Гібралтар Арбітр: Герберт Варвік |